# 佐藤太一郎
佐藤 太一郎（さとう たいちろう、1978年2月25日 - ）は、日本のお笑いタレント、喜劇俳優、俳優である。
大阪府堺市出身。吉本興業大阪本社所属。吉本新喜劇で活躍している。
愛称は、たぁ〜くん。

## 人物・経歴
大阪府立狭山高等学校卒業。
趣味：映画鑑賞・サングラス＆帽子コレクション 
特技：顔芸（ロードオブザリングのスメアゴル・ドラゴンボールのピッコロ他） 
特徴はガイコツ顔にギョロ目。正道会館空手1級。
高校在学中、第45回大阪府高等学校演劇研究大会府大会で個人演技賞を受賞。卒業後、ランニングシアターダッシュに入団。その後2005年に第1個目「金の卵」オーディションを受けて合格、新喜劇に入団する。またキングコングの西野を尊敬している。

### 芸風
主に刑事役やヤクザ役を得意とする一方で、オカマ役などのキャラクターを演じる機会も多い。また副業として帽子、サングラスを売る「サングラス・ドッグ」の店長の顔を持つ。

## ギャグ
- 自分のものとは言えないが、よく上司役や兄貴分役の人間のセリフを続けて言い、最後は突っ込まれる。
- あまり見られないが、ギョロ目を生かした顔芸を披露する。
- 声に特徴があり、それを他の出演者（主にすっちー）に真似されることが多い。以下がやり取りの例。
（佐藤）「何なん!?」
（すっちー）「ぬんぬん!?」
（佐藤）「言ってない!」
（すっちー）「てってれ～!」
（佐藤）「こんなんやってない!」
（すっちー）「こんなんてってれ～!」
（佐藤）「てってれって言ってない」
（すっちー）「てってれってれってれ」
（佐藤）「てってれって言ってないって言ってるやろ!」
（すっちー）「てってれってれってれ、てってれってれってれ～!」
（佐藤）「やめろ!」
（すっちー）「エロ!」
（佐藤）「誰がエロや! やめろ!」
（すっちー）「エロ!」
（佐藤）「俺は佐藤!」
（すっちー）「エロ!」
（佐藤）「さ」
（すっちー）「さ」
（佐藤）「と」
（すっちー）「と」
（佐藤）「う」
（すっちー）「う」
（佐藤）「佐藤!」
（すっちー）「エロ!」
（佐藤）「まねすんな!」
（すっちー）「マラドーナ!」
（佐藤）「マラドーナちゃうねん!」
（すっちー）「ゴール! マラドーナ、マラドーナ、マラドーナ、マラドーナ、ゴール! 顔見たらペレ」
（佐藤）「誰がペレや!」
（すっちー）「ペレドーナ」
（佐藤）「ペレドーナって誰やねん!」
（すっちー）「まぜドーナ」
（佐藤）「まぜドーナって誰やねん!」
（すっちー）「ドーナ!」
（佐藤）「ドーナじゃな～～い!!」
（すっちー）「もう飽きた」
（佐藤）「はぁ～っ!?」

## 出演

### バラエティ
- よしもと新喜劇（毎日放送）
- マヨブラ流（2008年11月15日、読売テレビ） - B面芸グランプリでパントマイムを披露。

### 舞台
- 舞台「尼崎ストロベリー」（2023年）

### テレビドラマ
- 難波金融伝・ミナミの帝王31「賠償金の行方」（2005年、読売テレビ）
- 猿飛三世（2012年、NHK）
- 夫婦善哉（2013年、NHK）
- 木曜時代劇 銀二貫（2014年4月 - 6月、NHK）[2] - 松七 役
- 土曜ドラマ ボーダーライン（2014年、NHK）
- 連続テレビ小説
  - マッサン（2015年3月、NHK） - 復員兵 役
  - わろてんか（2017年12月・2018年3月、NHK） - 警官 役
  - まんぷく（2019年1月、NHK）- 小早川敏夫 役[3]
  - おちょやん（2021年1月、NHK）- 高瀬百々之助 役
- クロシンリ 彼女が教える禁断の心理術（2021年4月23日 - 6月11日、関西テレビ） - 山口晃史 役[4][5]

### 映画
- 私たちのハァハァ（2015年、SPOTTED PRODUCTIONS）
- ニワトリ★スター（2018年3月17日、マジックアワー）- 政 役
- ニワトリ☆フェニックス（2022年春公開予定） - 政 役

### 劇場アニメ
- 神在月のこども（2021年10月8日、イオンエンターテイメント） - 警備員 役[6]